# 瀘州 (四川)
泸州，中国古代的州。

## 隋代以前的瀘州
南朝梁武帝大同年间（535年—546年）置泸州。治所在江阳县（今泸州市）。相当于现在的四川省泸州市、合江县、纳溪区、江安县。

## 隋代的瀘州
隋朝仁寿中升为泸州总管府。大业三年（607年）改泸州为泸川郡。
瀘川郡，仁壽中置總管府，大業初府廢。統縣五：
- 瀘川縣，舊曰江陽縣，并置江陽郡。開皇初郡廢。大業初置瀘川郡，縣改名。
- 富世縣，後周置，及置洛源郡。開皇初郡廢。
- 江安縣，舊曰漢安縣，開皇十八年改名焉。
- 合江縣，後周置。
- 緜水縣，梁置。

| 隋代行政区划变遷 | 隋代行政区划变遷            | 隋代行政区划变遷 | 隋代行政区划变遷 | 隋代行政区划变遷                   |
| 区划             | 開皇元年                    | 開皇元年         | 区划             | 大業3年                            |
| ---------------- | --------------------------- | ---------------- | ---------------- | ---------------------------------- |
| 州               | 瀘州                        | 瀘州             | 郡               | 瀘川郡                             |
| 郡               | 東江陽郡                    | 洛源郡           | 县               | 瀘川县 綿水县 江安县 合江县 富世县 |
| 县               | 瀘川县 綿水县 漢安县 合江县 | 富世县           | 县               | 瀘川县 綿水县 江安县 合江县 富世县 |

## 唐代的瀘州都督府
唐朝武德元年（618年）复置为泸州，三年（620年）置总管府，四年（621年）升为都督府。

### 舊唐書中的縣[2]
瀘州下都督府。隋瀘川郡。
- 武德元年，改為瀘州，領富世縣、江安縣、綿水縣、合江縣、來鳳縣、和義縣七縣。
- 武德三年，置總管府，一州。
- 武德九年，省來鳳縣。
- 貞觀元年，置思隸縣、思逢縣、施陽縣三縣。仍置涇南縣。又省施陽縣。
- 貞觀十三年，省思隸縣、思逢縣二縣。
- 貞觀十七年，置溱州、珍州二州。
- 儀鳳二年，又置晏州、納州、奉州、浙州、鞏州、薛州六州。
- 載初二年，置順州。
- 天授元年，置思峨州。
- 久視元年，置淯州。二年罷州。並屬瀘州都督。
- 天寶元年，改為瀘川郡，依舊都督。
- 乾元元年，復為瀘州。

- 瀘川縣、漢江陽縣地，屬犍為郡。梁置瀘州，故以江陽為瀘川縣，州治。
- 富義縣、隋富世縣。貞觀二十三年，改為富義縣。
- 江安縣、漢江陽縣地。晉時，生獠攻郡，破之，又置漢安縣。隋改為江安。
- 合江縣、漢符縣地，屬犍為郡。晉置安樂縣，後周改為合江。
- 綿水縣、漢江陽縣地。晉置綿水縣。
- 涇南縣、貞觀八年，分瀘川置。

瀘州都督十州。
- 納州。儀鳳二年，開山洞置。天寶元年，改為都寧郡。乾元元年，復為納州，領縣八，並與州同置。羅圍縣、播羅縣、施陽縣、都寧縣、羅當縣、羅藍縣、都闕縣、胡茂縣
- 薛州。儀鳳二年，招生獠置。天寶元年，改為黃池郡。乾元元年，復為薛州。領縣三，與州同置。枝江縣 (薛州)、黃池縣、播陵縣
- 晏州。儀鳳二年，開山洞置。天寶改為羅陽郡。乾元元年，復為晏州。領縣七，與州同置。思峨縣、柯陰縣、新賓縣、扶來縣、思晏縣、多岡縣、羅陽縣
- 鞏州。儀鳳二年，開山洞置。天寶改為因忠郡。乾元元年，復為鞏州。領縣四，與州同置。多樓縣、波員縣、比求縣、播郎縣
- 順州。載初二年置，領縣五，與州同置。曲水縣 (順州)、順山縣、靈巖縣、來猿縣、龍池縣
- 奉州。儀鳳二年置，領縣三，與州同置。柯理縣、柯巴縣、羅蓬縣
- 思峨州。天授元年置，領縣二，與州同置。多溪縣、洛溪縣
- 能州。大足元年置，領縣四，與州同置。長寧縣、來銀縣、菊池縣、猿山縣
- 淯州。久視元年置，領縣四，與州同置。新定縣、淯川縣、固城縣、居牢縣
- 浙州。儀鳳二年置，領縣四，與州同置。浙源縣、越賓縣、洛川縣、鱗山縣

### 新唐書中的縣[3]
- 納州，都寧郡。儀鳳二年開山洞置。縣八：羅圍縣，播羅縣，施陽縣，都寧縣，羅當縣，羅藍縣，都縣，胡茂縣。
- 薩州，黃池郡。儀鳳二年招生獠置。縣二：黃池縣，播陵縣。
- 晏州，羅陽郡。儀鳳二年招生獠置。縣七：思峩縣，牱陰縣，新賓縣，扶來縣，思晏縣，哆罔縣，羅陽縣。
- 鞏州，因忠郡。儀鳳二年開山洞置。縣五：哆摟縣，都檀縣，波婆縣，比求縣，播郎縣。
- 奉州。儀鳳二年開山洞置。縣二：牱里縣，邏蓬縣
- 浙州。儀鳳二年開山洞置。縣四：浙源縣，越賓縣，洛川縣，鱗山縣。
- 順州。載初二年置。縣五：曲水縣，順山縣，靈巖縣，來猿縣，龍池縣。
- 思峩州。天授二年置。縣二：多溪縣，洛溪縣。
- 淯州。久視元年置。縣四：新定縣，淯川縣，固城縣，居牢縣。
- 能州。大足元年置。縣四：長寧縣，來銀縣，菊池縣，猿山縣。
- 高州。縣三：牱巴縣，移甫縣，徒西縣。
- 宋州。縣四：牱龍縣，牱支縣，宋水縣，盧吾縣。
- 長寧州。縣四：婆員縣，波居縣，青盧縣，羅門縣。
- 定州。縣二：支江縣，扶德縣。

| 唐朝瀘州辖县 | 唐朝瀘州辖县                                                                                   |
| ------------ | ---------------------------------------------------------------------------------------------- |
| 618年        | 泸川县、合江县、江安县、绵水县、富世县、来凤县、和义县                                         |
| 626年        | 泸川县、合江县、江安县、绵水县、富世县、和义县（废除来凤县）                                   |
| 627年        | 泸川县、合江县、江安县、绵水县、富世县、和义县（增思隶县、思逢县、施阳县）                     |
| 634年        | 泸川县、合江县、江安县、绵水县、富世县、思隶县、思逢县（增泾南县，废除施阳县，和义县改属荣州） |
| 637年        | 泸川县、合江县、江安县、绵水县、富世县、泾南县（废除思隶县、思逢县）                           |
| 649年        | 泸川县、合江县、江安县、绵水县、富世县（改为富义县）、泾南县                                   |
| 766年        | 泸川县、合江县、江安县、绵水县、富义县（废除泾南县）                                           |
| 776年        | 泸川县、合江县、江安县、绵水县、富义县（增永川县，改属昌州）                                   |

唐朝泸州刺史
- 程知节（627年—634年）
- 谢叔方（贞观年间）
- 左难当（644年）
- 王湛（663年—667年）
- 樊伯通（唐高宗时）
- 赵师立（唐高宗时）
- 康玄辩（725年之前）
- 夏侯铦（733年）
- 韦虚受（757年—758年）
- 苏元（乾元年间）
- 杨子琳（766年—769年）
- 韩澄（大历年间）
- 刘文翼（807年—809年）
- 李暄（元和年间）
- 支竦（842年）
- 刘成师（大中年间）
- 洗宗礼（854年—855年）
- 杨庆复（869年）
- 柳玭（893年）
- 马敬儒（895年—897年）

## 宋代的瀘州
瀘州，瀘川郡，瀘川軍節度。領羈縻州十八。納州、薛州、晏州、鞏州、奉州、悅州、思峩州、長寧州、能州、淯州、浙州、定州、宋州、順州、藍州、溱州、高州、姚州。
南宋乾道六年（1170年）升本路安抚使。南宋末年，蒙古军入蜀，泸州城先后迁治于合江榕山、江安三江碛、合江安乐山，最终在合江神臂崖筑城，抗战35年

## 元代的瀘州
元朝时，属重庆路。
瀘州，下。唐改瀘川郡為瀘州。宋為瀘川軍。元至元二十年，併瀘川縣入焉。二十二年，隸重慶路。領三縣：江安縣，下。納溪縣，下。合江縣。下。

## 明代的瀘州
明朝洪武六年（1373年），泸州直隶四川行省，九年（1376年）直隶四川布政使司。

## 清代的瀘州
清朝嘉庆七年（1802年），泸州直隶州置川南永宁道（1908年改名下川南道）。民国二年改泸州为泸县。